# الکساندر هوک
الکساندر هوک (انگلیسی: Alexander Höck؛ زادهٔ ۳۰ مارس ۲۰۰۲) بازیکن فوتبال اهل آلمان است.